# Lofer
Lofer je městys v okrese Zell am See, ve spolkové zemi Salcbursko v Rakousku. Nachází se v údolí řeky Saalach, díky které je populární v letní sezóně, zatímco v zimě jsou hlavními lákadly lyžařské sjezdovky. Místní hospodářství je založené především na zemědělství a turistice.

## Galerie

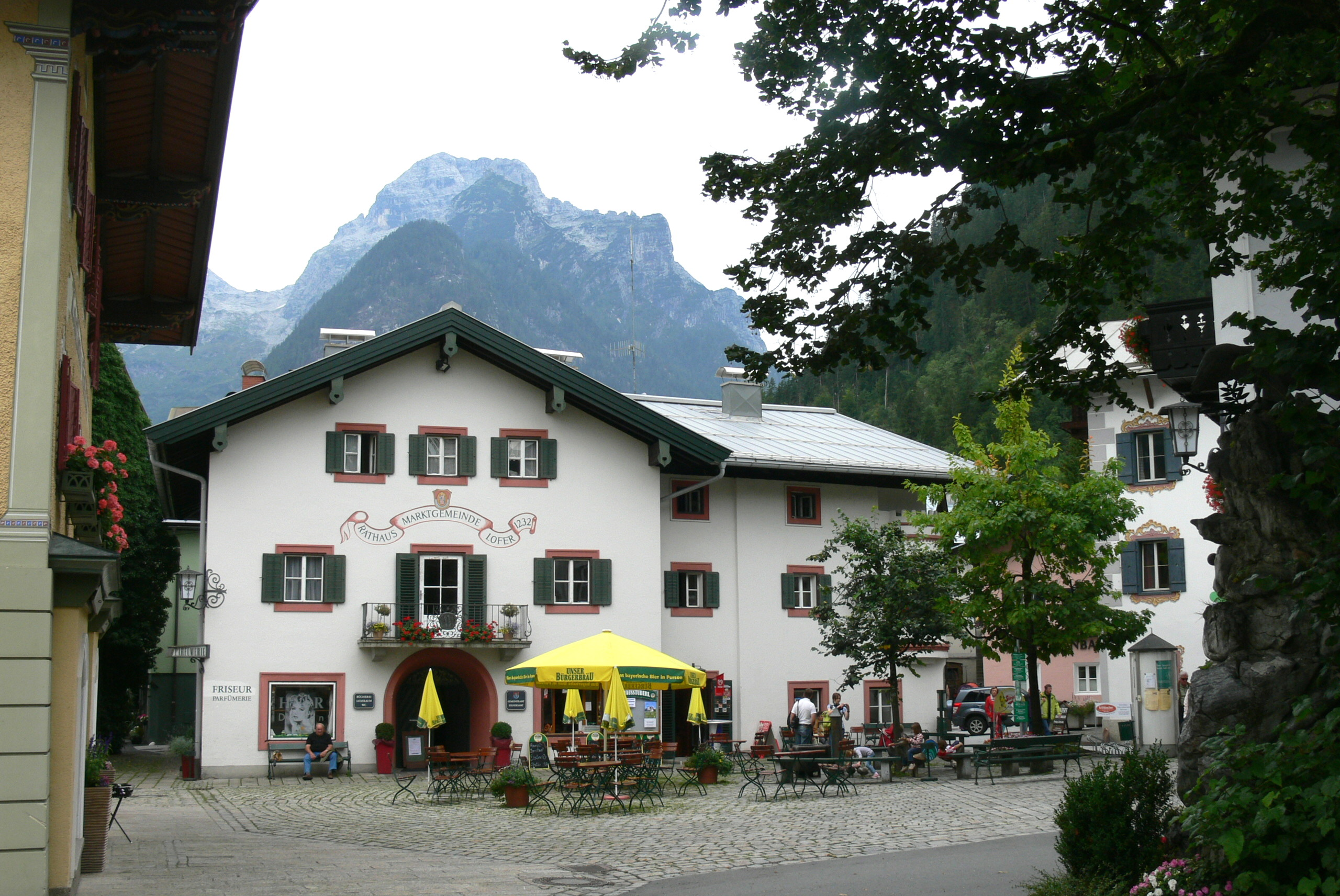
Radnice
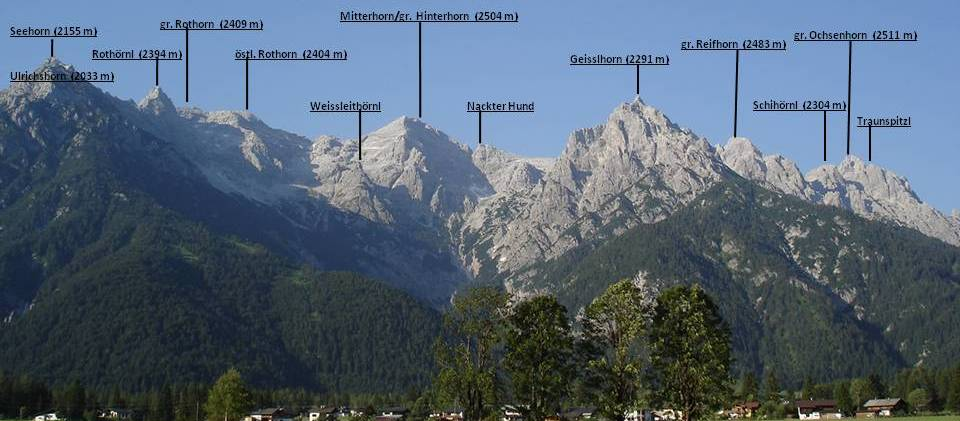
Panorama hor Loferer Steinberge